# Helmut Keckeis
Helmut Keckeis (* 12. Februar 1957 in Villach) ist ein ehemaliger österreichischer Eishockeyspieler, der seit seinem Karriereende als Eishockeytrainer und -funktionär arbeitet.

## Karriere
Als Spieler war Keckeis über viele Jahre in der Bundesliga aktiv, unter anderem für den EC VSV. Zudem spielte er für den ASKÖ Spitz Linz und in Gmunden Eishockey. 1983 nahm er mit der österreichischen Nationalmannschaft an der B-Weltmeisterschaft teil, erzielte ein Tor und belegte mit dem Nationalteam den dritten Platz.
Nach seiner aktiven Karriere als Spieler ist Keckeis als Trainer und Funktion tätig. Derzeit bildet er Trainer aus und engagiert sich im Nachwuchs.
Ab 2014 war er Nachwuchstrainer beim UEHV Traunsee Sharks, später übernahm er auch die erste Herrenmannschaft des Vereins.